# 라우라 키에사
라우라 키에사(이탈리아어: Laura Chiesa, 1971년 8월 5일~)는 이탈리아의 전직 펜싱 선수로 주 종목은 에페이다. 1996년 하계 올림픽에서 여자 에페 단체전 은메달을 획득했으며 세계 선수권 대회에서 금메달 1개, 은메달 2개 ,동메달 2개를 획득했다.